# Vojtěch Červínek
Vojtěch Červínek (* 6. září 1948) je bývalý československý cyklista a cyklokrosař.
Je několikanásobný mistr československa. Startoval sedmkrát na MS v cyklokrosu. A ve svém posledním startu na MS v roce 1977 získal bronzovou medaili.
Celkem pětkrát vyhrál československý národní pohár v cyklokrosu.
Byl členem např. cyklistického oddílu v Úpici.
Po ukončení závodnické kariéry se věnuje trénování např. Zdeňka Štybara, Karla Hníka. Deset let také působil jako trenér reprezentace.